# 科斯塔涅維察修道院

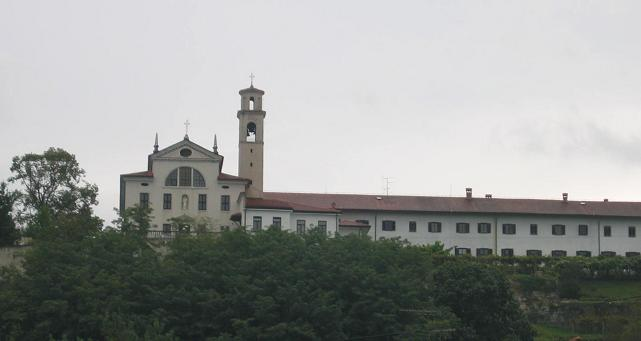

科斯塔涅維察修道院（Kostanjevica Monastery）是位於斯洛維尼亞新戈里察的一座方濟各會的修道院。修道院始建於1623年。此地因為被廢黜的法國國王查理十世及他的家人在此安葬聞名。

## 外部連結
- Franciscan Monastery of Kostanjevica - Nova Gorica, Slovenia （页面存档备份，存于）
- Slovenia info
- Flickr image （页面存档备份，存于）

45°57′00″N 13°38′13″E / 45.95°N 13.637°E